# Io sapere poco leggere
Io sapere poco leggere è un singolo del gruppo musicale italiano Linea 77, pubblicato il 10 marzo 2014 dalla INRI.

## Descrizione
Come per il singolo precedente, anche Io sapere poco leggere era stato concepito per essere pubblicato in un EP intitolato C'eravamo tanto armati, successivamente cancellato a causa di danni irreparabili agli hard disk contenenti i premaster dello stesso. Riguardo a questo brano, il gruppo ha spiegato che è stato ispirato da Cosimo Cavallo, «anche se lui non lo sa»:
Il singolo è stato successivamente pubblicato nel settimo album in studio Oh!, uscito nel 2015. Attraverso un video pubblicato dal gruppo nel febbraio 2015, Io sapere poco leggere risulta essere il preferito di Dade nell'album.

## Video musicale
Il video, il ventesimo nella carriera del gruppo, è stato diretto da Corrado Perria ed è stato anticipato da un'anteprima resa disponibile per la visione il 25 febbraio 2014.
Pubblicato in contemporanea al singolo, esso mostra il gruppo eseguire il brano in una stanza alternato a scene di una bambina intenta a guardare svariati filmati violenti alla televisione.

## Tracce
1. Io sapere poco leggere – 3:53

## Formazione
- Nitto – voce
- Dade – voce
- Chinaski – chitarra
- Paolo – chitarra
- Maggio – basso
- Tozzo – batteria